# Francesca Archibugi
Francesca Archibugi (ur. 16 maja 1960 w Rzymie) – włoska reżyserka i scenarzystka filmowa i telewizyjna. Autorka dwudziestu filmów fabularnych, dokumentalnych i telewizyjnych.
Absolwentka reżyserii na rzymskiej uczelni filmowej Centro sperimentale di cinematografia. Karierę zaczynała jako aktorka telewizyjna. Jej debiut reżyserski Mignon wyjechała (1988) odniósł duży sukces i zdobył pięć nagród włoskiego przemysłu filmowego David di Donatello. 
Kolejne obrazy Archibugi cieszyły się nie mniejszym uznaniem. Zarówno Pod wieczór (1990) z Marcello Mastroiannim i Sandrine Bonnaire w rolach głównych, jak i Valentina i Arturo (1993), w którym zagrał Sergio Castellitto, otrzymały Davida di Donatello za najlepszy włoski film roku.
Wśród jej późniejszych filmów są m.in. Z zamkniętymi oczami (1994), Czysta kpina (1998), Jutro (2001), Lekcje latania (2007), Sercowa sprawa (2009), Leżący (2017), Życie (2019).